# Celleporina langei
Celleporina langei är en mossdjursart som först beskrevs av Ernst Marcus 1939.  Celleporina langei ingår i släktet Celleporina och familjen Celleporidae. Inga underarter finns listade i Catalogue of Life.